# Duifkikkerbek
De duifkikkerbek (Batrachostomus harterti) is een vogel uit de familie Podargidae (kikkerbekken).

## Verspreiding en leefgebied
Deze soort is endemisch op Borneo en komt voor in noordoostelijk Sarawak en het noordelijk deel van midden Kalimantan.